# Будинок Галіаскара Камала
Будинок купця Хайбулліна (будинок, у якому проживав Галіаскар Камал) в Казані, Татарстан розташований на вулиці Наріманова в Старій Татарській слободі в Вахітовському районі міста.

## Історія
В кінці XIX — початку XX ст. в Казані проживав купець Садик Сахіпович Хайбуллін (1840—1915 рр.), який зробив статки на торгівлі хутряними виробами. Він бажав затвердити свій вплив в мусульманську громаду міста, для чого вирішив звести на місці старого татарського кладовища дерев'яну мечеть, а в ній поставити імамом близьку йому людину. Серед родичів купця не було нікого, хто міг би бути муллою, тому С. С. Хайбуллін вирішив видати свою дочку Бібігайшу за Галіаскара Камалетдінова, який в той час був випускником медресе Мухаммадія, володів великими знаннями в області шаріату і вже був відомий своїми літературними досягненнями.
Погодившись одружитися на Бібігайше, Галіаскар Камал категорично відмовився стати священнослужителем, оскільки збирався працювати на літературній ниві. Галіаскар Камал, його батьки і купець Хайбуллін зійшлися на тому, що Камал стане хоча б книготоргівцем. У 1900 р. відбулося весілля, а в 1902 р для дочки і зятя купець побудував дерев'яний будинок на Великій Міщанській вулиці (нині — вулиця Наріманова), де в 1908 р. у них народився син Анас Камал. В цьому будинку Галіаскар Камал прожив до самої своєї смерті в 1933 р.
Будинок зберігся до теперішнього часу. За Постановою Ради Міністрів Татарської РСР № 591 від 30.10.1959 р. будинок, у якому проживав драматург Галіаскар Камал, був визнаний пам'яткою історії місцевого значення. Відповідно до Наказу № 220 міністра культури Республіки Татарстан А. М. Сібгатулліна від 02.04.2012 р. будинок був затверджений як об'єкт охорони культурної спадщини.
До 2012 р. будинок неабияк застарів як зовні, так і всередині, і був багато в чому втрачений первісний вигляд багатьох частин будинку. У 2012 р. на замовлення Міністерства лісового господарства Республіки Татарстан генеральним проектувальником «Татінвестгражданпроект» були проведені історико-архівні дослідження та розроблена науково-проектна документація, за якими фірмою «Нурлатлес» була виконана реставрація будинку.
Будинок купця Хайбулліна є двоповерхова напівкам'яна будівля: прямокутний зруб-п'ятистінок з горизонтальною обшивкою і двосхилим дахом, що виходить трьома вікнами на вулицю Наріманова. Високий цокольний поверх виконаний з цегли і оштукатурений. Внутрішнє планування виконане в татарських традиціях: житлові приміщення відгороджені від вулиці, а вхід в будинок здійснюється з двору. У будинку є голландська піч. Раніше вхід в будинок мав різьблені дерев'яні ворота, нині втрачені.
На стіні будинку закріплені інформаційні таблички, які повідомляють про те, що в цьому будинку проживав Г. Г. Камал, і про проведену реставрацію.